# جين ستانهوب، كونتيسة هارينجتون
جين ستانهوب، كونتيسة هارينجتون ولدت 23 مايو 1755 - 3 فبراير 1824 وهي مضيفة مجتمع ووريثة عملت كسيدة حجرة النوم للملكة البريطانية شارلوت مكلنبورغ ستريليتس . 